# Deserto de Chihuahua
O Deserto de Chihuahua é uma designação de deserto e ecorregião que cobre partes do México e dos Estados Unidos. Ele ocupa grande parte do oeste do Texas, sudeste do Arizona, partes do sul do vale do rio Grande no Novo México, bem como as porções central e norte do planalto mexicano.
Limitado ao oeste pela extensa cordilheira de Sierra Madre Occidental, juntamente com as porções do norte da Sierra Madre Oriental. Do lado mexicano, abrange a metade norte do estado de Chihuahua, juntamente com a maioria de Coahuila, do nordeste de Durango, a parte do extremo norte de Zacatecas e pequenas porções ocidentais de Nuevo León. Com uma área de cerca de 362.000 quilômetros quadrados, é o terceiro maior deserto do hemisfério ocidental e o segundo maior da América do Norte, após o Deserto da Grande Bacia.